# Mahmoud Hossam
Mahmoud Hossam (Arabisch: محمود حسام) (Alexandrië, 11 september 1964) is een Egyptisch oud-politieofficier, zakenman en politicus. Na zijn loopbaan bij de politie maakte hij de overstap naar het zakenleven en kreeg de leiding over verschillende bedrijven en goede doelen. Hij kandideerde zich zonder succes voor de presidentsverkiezingen van 2012.

## Biografie
Hossam studeerde af aan de politieacademie en vervolgens in 1985 in de rechten. Hij werkte hierna bij de politie, waaronder als officier voor de veiligheidsafdeling van de ministerraad. Van 1992 tot 1994 was hij gestationeerd op de mensenrechtenafdeling voor het Midden-Oosten van de Verenigde Naties. Vanaf 1997 werkte hij in het bedrijfsleven in de Golfregio. Hier kreeg hij de leiding over verschillende investeringsbedrijven uit zowel Egypte als andere landen in de Arabische wereld. Ook heeft hij de leiding over drie islamitische liefdadigheidsorganisaties.
Hij is oprichter van de politieke partij El-Bedaya (begin) die zichzelf beschrijft als een liberale partij (in Egypte: seculier/progressief). De partij wordt geassocieerd met de Nationaal-Democratische Partij van voormalig president Moebarak.
Hij was kandidaat tijdens de Egyptische presidentsverkiezingen in 2012 en had als prioriteit om met behulp zijn ervaring uit het bedrijfsleven Egypte uit de economische malaise te helpen. Terwijl hij voor de verkiezingen 40.000 in plaats van de benodigde 30.000 handtekeningen wist te verzamelen, viel hij in de verkiezingen met 23.992 stemmen kansloos uit in de eerste ronde.